# Méziré
Méziré es una comuna francesa situada en el departamento del Territorio de Belfort, de la región de Borgoña-Franco Condado.
Los habitantes se llaman Mézirois.

## Geografía
Está ubicada a 12 km al sur de Belfort.

## Demografía
| 978 | 1 090 | 1 252 | 1 326 | 1 150 | 1 255 | 1 366 | 1 318 |
| Para los censos de 1962 a 1999 la población legal corresponde a la población sin duplicidades (Fuente: INSEE [Consultar]) |       |       |       |       |       |       |       |